# Mount Nickerson
Mount Nickerson ist ein 1480 m hoher und wuchtiger Berg in der antarktischen Ross Dependency. In der Königin-Alexandra-Kette ragt er 6 km südwestlich des Yeates Bluff zwischen dem Lennox-King- und dem Beaver-Gletscher auf.
Das Advisory Committee on Antarctic Names benannte ihn 1966 nach Norval Eugene Nickerson (1920–2006) von der United States Navy, Kommandant der USS Edisto bei der Operation Deep Freeze des Jahres 1965.